# José Vélez
José Velázquez Jiménez (Telde; 19 de noviembre de 1951), más conocido como José Vélez, es un cantautor canario.

## Biografía

### Primeros años e inicios de su carrera musical
José Vélez nació el 19 de noviembre de 1951 en la ciudad de Telde de la isla de Gran Canaria, en el seno de una humilde familia numerosa, siendo el segundo de diez hermanos. 
Desde temprana edad José Vélez destacó por su voz, siendo invitado a cantar en los actos del colegio o en cualquier celebración familiar. Tan pronto se fue corriendo la fama de su voz, fue invitado a actos y fiestas populares, comenzando por las fiestas de los barrios cercanos hasta las principales de su ciudad, a pesar de que no era del todo del agrado de su madre que se dedicase a cantar. Era realmente su padre quien siempre le animaba a que hiciera “lo que el alma le pedía”. Con 7 años fue conocido por el diminutivo de su verdadero nombre:  “Joselillo Velázquez”.[cita requerida]
El éxito obtenido en aquellas improvisadas actuaciones hizo que, con 8 años, comenzara a actuar en calidad de solista con un grupo local llamado “Trío Maravillas”.  A finales de los años 1950 la radio era el medio principal de promoción, donde los artistas cantaban en directo en los estudios.  Además, numerosas emisoras organizaban festivales de la canción para dar a conocer nuevos talentos, como lo eran el Cine Avellaneda, Radio Las Palmas y Radio Atlántico con Miguel Magrans, Jorge Alemán o Marisa Naranjo, que presentaban estos festivales. Un productor afamado[¿quién?] y mánager en aquel entonces del Dúo Dinámico, Joan Manuel Serrat y José María Lasso de La Vega, organizaba el festival más importante de la isla,[¿cuál?] en un antiguo pabellón multiusos llamado “El Frontón” y cercano a la céntrica calle de Triana de Las Palmas de Gran Canaria.  José se presentó al concurso y, fue tal el éxito, que el productor se fijó en él para hacerle una prueba como solista. José ganó el concurso,[cita requerida] cuyo premio era un viaje a Madrid para iniciar una carrera artística pero, de nuevo, su madre se opuso. Esto no desanimó al artista, que todavía era niño, y continuó participando en concursos, obteniendo poco a poco mayor popularidad.
A partir de los años 60 comenzó la oleada de turistas a la isla, y José Vélez empezó a actuar en diversas salas de la época: los Hoteles Husa, Metropol, la Piscina Julio Navarro, Tropical, el Hotel Santa Catalina, la Sala Papagayo donde empezó a coger tablas con diversas orquestas de la época. A la edad de 12 años, José fue invitado a participar en el festival de la canción “Isla de La Palma”. Era la primera vez que salía de la isla de Gran Canaria.  Este festival era uno de los principales de las islas y de los pocos que se televisaban en directo. José ganó el festival por aclamación y su emisión le posibilitó que comenzara a conocerse en toda Canarias. El premio económico fue de 8.000 pesetas, una cantidad considerable para la época. 
Entre los 14 y 16 años, José Vélez continuó actuando por toda Canarias, pero el artista tenía ganas de grabar un disco con posibilidades de éxito, y esto solo se podía hacer en Madrid o Barcelona. Esta vez con la bendición definitiva de su madre y el dinero ahorrado, y sin cumplir aún los 17 años viajó a Madrid.

### Los primeros años en Madrid
En 1967, José llegó a Madrid con algunas cartas de recomendación que no sirvieron absolutamente para nada, por lo que continuó cantando con diversas orquestas de la época que actuaban en las salas de la cadena “Reizabal”. También continuó presentándose a festivales y concursos musicales, obteniendo en todos ellos primeros puestos.[cita requerida] Esta etapa duró cinco años, hasta que la compañía discográfica Columbia, dirigida por Enrique Martín Garea, le hizo su primer contrato.[cita requerida] Su primer single, con el que se presentó al Festival de Benidorm pasó desapercibido; luego de conocer al autor Ricardo Ceratto que escribió para él Es así la vida, segundo single.  En la cara B se encontraba No hagas que me enamore de ti.
Es Así La Vida obtuvo el premio a la popularidad en el festival de Alcobendas de Madrid[cita requerida] y a partir de ahí la canción empieza a sonar en toda España.
El single "Es así la vida" se presenta en el festival de Viña del Mar (Chile) y no se clasificó.  Posteriormente fue número 1 en Chile con la anécdota de que la cara B fue número 1 en Miami. Con esta oportunidad la compañía graba un segundo single:  “Con una copa de más”, que también fue éxito en Chile, España, Colombia, Finlandia y Francia, lo que ocasionó que el artista viajara por primera vez a América, visitando Chile y Miami.

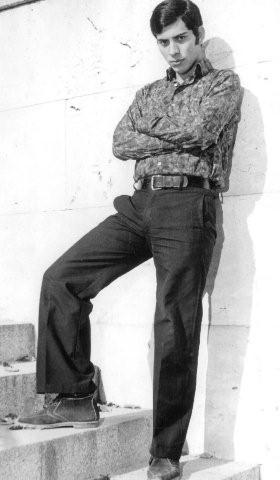
José Vélez en el año 1969

### Su primer éxito mundial:Vino griego
A su vuelta, en el año 1974 José Vélez graba su tercer single y el que sería su primer éxito mundial: Vino griego, una versión de la canción original "Griechischer Wein" del cantante austriaco Udo Jürgens. No obstante, al principio la canción no conseguía entrar en las listas populares de la época y no fue hasta 9 meses después (que José Vélez la interpreta en un programa de televisión presentado por José María Íñigo), donde la canción se convierte en número 1 y se agota en todas las tiendas de discos. La compañía de discos se lanza a grabar el que sería el primer LP del artista con el título genérico de Vino griego, incluyendo los 2 singles anteriores y canciones inéditas, entre las que se encuentra ¿Por qué te fuiste pá?, canción compuesta por José Vélez en agradecimiento al constante apoyo que le dio en vida su padre y que no pudo ver su éxito. Vino griego se convirtió no solo en el primer éxito nacional de José Vélez, sino que traspasó la frontera hacia toda Europa y América, obteniendo puestos privilegiados en países como Canadá, Finlandia, Alemania, Colombia, España.[cita requerida]

### La consolidación internacional
José Vélez graba su segundo disco: "Romántica". Era el año 1976, donde España vive la transición a la democracia. José Vélez representa al país en el Festival de Sopot (Polonia) con la canción que da título al disco, consolidándose como uno de los artistas españoles con más proyección internacional. Sonando su canción en todos los países del Este, Colombia, Chile, Cuba y España, “Romántica” fue grabada en varios idiomas.
En este segundo disco, se incluye “Canarito”, que es la primera canción que José Vélez dedica a su tierra. La canción fue éxito internacional y al artista se le comenzó a denominar “El Canarito”, apelativo con el que todavía se le conoce mundialmente.

### 1978 su tercer disco - Eurovisión

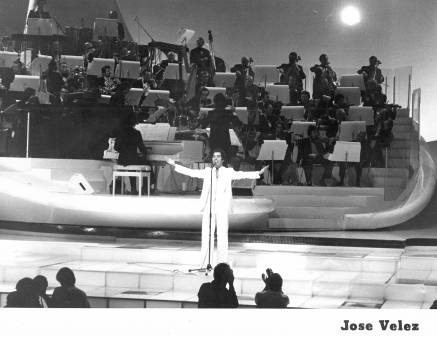

A finales de los años 70 en España solo existía la televisión pública y el festival de Eurovisión tenía un seguimiento popular muy importante. La elección del representante nacional era comentada públicamente y contaba con una promoción muy importante. El artista pone una condición previa, que el vídeo de la canción se grabara en Canarias, que fue aceptada. La grabación fue dirigida por Valerio Lazarov. José Vélez comenta: “Los momentos vividos con motivo de la celebración del festival de Eurovisión fueron tantos y tan intensos, que todavía tengo la sensación de que fue un sueño. Hay que tener en cuenta que España estaba en la transición democrática y el resto de Europa la trataba escépticamente, siendo el lugar donde se celebra el festival París, Francia. Creo que hicimos una buena y digna actuación”. Efectivamente, España alcanzó la octava posición en la edición del año 1978, con la canción Bailemos un vals". A pesar de que no ganó, la canción se tradujo a varios idiomas, incluyendo el japonés, y acaparó los primeros puestos de las listas de países como Canadá consiguiendo Disco de Oro, en Bélgica Disco de Platino y Triple Disco Platino en España.
Fue la canción más sonada en ese año. Había sido compuesta por el "Dúo Dinámico" que ya había ganado diez años antes con la canción La, la, la interpretada por Massiel. José Vélez fue el artista más contratado del año (151 conciertos; datos de la revista Show press).

### Argentina, su segundo hogar

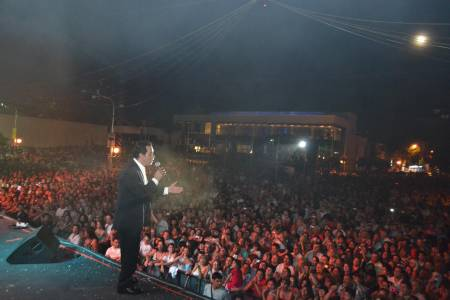

El nuevo disco de José Vélez, titulado "Confidencias", consiguió un gran éxito en Argentina, vendiendo más de tres millones de ejemplares.[cita requerida] El artista viajó continuamente entre Argentina, Colombia y Uruguay, actuando en diversos escenarios.
Tuvo especial repercusión en Sudamérica, se escuchó mucho en España, pero sobre todo, en Argentina y en Colombia el artista se posicionó durante toda la década entre los primeros puestos de las listas de ventas de los países.[cita requerida] Varias canciones suyas han marcado una época a lo largo de su carrera, Procuro olvidarte, Un año más, A cara o cruz, Hoy canto por no llorar y muchísimos hits más. Diecinueve Discos de Platino, treinta y dos de Oro fueron el resultado de una carrera ascendente en la época de Argentina. Es en esta década donde José Vélez actúa en auditorios de todo el mundo tales como el auditorio “Arena” de Los Ángeles, el hotel “Waldorf Astoria” en Nueva York, el “Madison Square Garden” de Nueva York, “Dai Countin Auditorio” de Miami, “Teatro de La Zarzuela” en Madrid o el Teatro “Gran Rex” o el “Luna Park” de Buenos Aires, donde actuó unas diez veces en la misma época.[cita requerida]

### Trabajando en Hispanoamérica
José Vélez durante estos veinte años no paró de trabajar en América, el siempre comenta que es su segunda patria después de Canarias. Iba a España a trabajar en verano y sobre todo a ver a su familia a Canarias mientras trabajaba.
Comenzó a sentirse cansado por el gran esfuerzo de hacer tantos conciertos seguidos y empezó una etapa sabática, marcada por el acontecimiento del fallecimiento de su madre, José Vélez vuelve a la arena con un disco que conmemora su trigésimo aniversario en la música y que lleva el título genérico de “Por ti, 30 años”. Es un disco con temas inéditos, excepto 2 actualizaciones de canciones incluidas en su primer disco: “Este oficio de cantante” y “Amor con amor se paga”. La canción seleccionada para la promoción de este disco, “Canario latinoamericano” fue un éxito en su tierra, contagiándose posteriormente al resto del país y a varios países latinoamericanos. Esta etapa está marcada por la decisión de José Vélez de permanecer más tiempo entre Madrid y Canarias, permaneciendo menos tiempo en sus otras residencias habituales como Buenos Aires, y coincidiendo con múltiples actuaciones por todas las islas.
Después de cinco años sin viajar a Argentina, debido a su etapa sabática y los compromisos en España, New York y Colombia, José Vélez decide volver a Argentina en el año 2006:  “ Yo pensé que no me recordarían, y regresar a Argentina después de tanto tiempo fue uno de los recuerdos más bonitos de toda mi vida”. Este primer viaje dio lugar a otro, donde el artista realizó una gira de casi 3 meses por el país, teniendo que retrasar la vuelta a España por dos veces, debido a la demanda de conciertos y el éxito obtenido. En el Teatro Gran Rex donde actuó José Vélez, el teatro con más capacidad de público de la Calle Corrientes en Buenos Aires, dejó a una parte del público en la calle sin poder entrar en el mismo, debido a la gran demanda del artista. En este momento nace la semilla del último trabajo del artista: “Auténtico”. El año 2007 transcurre entre los preparativos, selección de las canciones y grabación del disco, alternando este trabajo, con los conciertos programados. En agosto de 2007, José Vélez realiza en su municipio natal el concierto conmemorativo de su 30 aniversario, congregando en el mismo a 30.000 personas en la playa de Melenara.

## Premios
- PRIMER Premio DE INTERPRETACIÓN DEL FESTIVAL DEL TRIGO (PALENCIA*1972)
- MENCIÓN ESPECIAL (PremioS DISCO SHOW – 1974)
- PremioS OLÉ DE BARCELONA (EDICIONES 1975*76*77*78*79)
- CANCIÓN DEL VERANO 1976: por Romántica (Periódico Solidaridad Nacional – 1976)
- Premio AL MEJOR DISCO DEL AÑO (EXPODISCO – 1977)
- Premio ARTISTA INTERNACIONAL (RADIO TELEVISIÓN LEÓN – 1978)
- Premio MEJOR ARTISTA DE RADIO JUVENTUD DE ZARAGOZA (1979)
- Premio ARTISTA EXTRANJERO MAS POPULAR (SUIZA – 1981)
- 81.er Premio ROMEO Y JULIETA (BARCELONA – 1981)
- Trofeo a la popularidad de la VOZ DEL GUADALQUIVIR (SEVILLA – 1981)
- Premio MEJOR ARTISTA (RADIO LLEIDA MUSICAL – 1985)
- COPA DE HONOR IMAGEN Y CATEGORÍA (MADRID – 1986)
- CHIN DE PLATA – GRAN FESTIVAL DE TV (MIAMI – 1987)
- Premio DISCO DEL AÑO LATINO (NUEVA YORK*1988)
- Premio CADENA 100 (ALICANTE – 1993)
- MEDALLA DE ORO DE TELDE
- Otorgamiento de la calle en que nació con su nombre (ESPAÑA * 1994)
- TROFEO GIBRALTAR CADENA DIAL (1995)
- Premio al MEJOR DISCO (COOPERATIVA 1996)
- Premio RJ (1997)
- Premio “SUPER KQY FM – APLAUSO (LOS ÁNGELES – CALIFORNIA *1998)
- Premio CADENA NACIONAL – HOLLYWOOD – 1998
- Premio CONCIERTO MAS POPULOSO (2007 – CÓRDOBA – ARGENTINA)
- Hijo predilecto DE Gran Canaria (2008)
- Premio IBÉRICA DE ORO DE LUIS DEL OLMO (BARCELONA)
- Premio ARTISTA POPULAR EN BOGOTÁ
- MENCIÓN INTERNACIONAL (ARTISTAS CANARIOS AGRUPADOS)
- Hijo predilecto de la CIUDAD DE TELDE (Gran Canaria)
- Nombramiento del AUDITORIO JOSÉ VÉLEZ en el parque urbano de Telde (Gran Canaria)

## Discografía
- 1976 LP - Vino griego
- 1977 LP - Romántica
- 1978 LP - Bailemos un vals
- 1978 LP - Seguimos
- 1979 LP - Reflejos
- 1980 LP - Confidencias
- 1982 LP - Despiértate mujer
- 1983 LP - Me lo dice el corazón
- 1985 LP - Que no pare el amor
- 1986 LP - Aventurero
- 1988 LP - Pacto de amor
- 1990 LP - Como el halcón
- 1991 LP - Te voy a enamorar
- 1992 LP - A ver quién dice que no
- 1993 CD - Ayer y hoy
- 1995 CD - Historias de amor
- 1996 CD - De corazón
- 1997 CD - Besando el alba
- 2001 CD - Sueños de amor
- 2003 CD - Por ti, 30 años
- 2008 CD - Auténtico
- 2010 CD - De 5 estrellas
- 2015 CD - Siempre